# Орлеан
Орлеан (фр. Orléans) град је у Француској, око 130 километара југозападно од Париза. Налази се на реци Лоари у региону Центар и департману Лоаре. По подацима из 2006. године број становника у месту је био 113.130. Шире подручје града има 275.000 становника. Јованка Орлеанка је спасила Орлеан у средњем веку и у Орлеану се налазе њени споменици. У Орлеану се производи 70% фармацеутских производа у Француској.

## Историја
Келтско племе Карнута основали су Орлеан као галски град-државу Кенабум. Јулије Цезар је освојио подручје 52. п. н. е. Римски цар Аурелијан је поново основао град 275. и дао му име Аурелианум, тј град Аурелија.
Вандали су заједно са Аланима харали Лоаром 408. Једна од њихових група прихватила је предлог да се придружи римској војсци.
Хунски вођа Атила је 451. покушао да заузме и опљачка град. Међутим спречила га је комбинована војска Визигота под командом краља Теодорика I и римског генерала Аеција у бици на Каталаунским пољима.
Орлеан је био главни град краља Меровинга Клодомира од 511. до 524.
За време Стогодишњег рата одвијала се велика опсада Орлеана од 1428. до 1429. Орлеан је био спашен девет дана након доласка Јованке Орлеанке. Опсада Орлеана је била једна од великих прекретница тога рата.
У новије време један огранак Бурбона су били Орлеани. Краљ Луј Филип Орлеански је био из орлеанског огранка Бурбона. Амерички град Њу Орлеанс добио је име по Орлеану.

## Демографија
| 1962.  | 1968.  | 1975.   | 1982.   | 1990.   | 1999.   | 2006.   | 2011.   |
| ------ | ------ | ------- | ------- | ------- | ------- | ------- | ------- |
| 84.233 | 95.828 | 106.246 | 102.710 | 105.111 | 113.126 | 113.130 | 114.185 |

## Универзитет и високо образовање
Школе Орлеана рано су постале међу најпознатијим. У 6. веку краљ Бургундије Гонтран је ту образовао свога сина. Касније је Теодолфус унапредио школе у Орлеану, па су Карло Велики и Иго Капе слали своје синове у Орлеан. Орлеанско школство је било најпознатије од 11. века до средине 13. века. Слава орлеанских школа раширила се до Италије и Енглеске, одакле су долазили студенти.
Када су 1230. једно време били распршени професори Универзитета у Паризу, многи од њих су нашли уточиште у Орлеану. Када је папа Бонифације VIII 1298. промовисао једну књигу позвао је професоре Орлеана и Болоње да је коментаришу.
Универзитет у Орлеану основан је 1235, а папском булом 1305. добио је и све привилегије универзитета. Био је један од најстаријих универзитета. Ван Италије су само Сорбона, Кембриџ и Тулуза били старији.

## Знаменитости
- Катедрала свето срце (фр. Cathédrale Ste-Croix) је напознатији споменик Орлеана. Основана је 1278. Катедрала је током историје била на удару бројних ратова и претрпјела је бројне штете. Највеће разарање је било калвинистичко разарање 1568, а обновљена је 1601. у доба краља Анрија IV.
- Звоник цркве светог Павла изграђен између 1620. и 1627.
- Црква Нотр Дам Де Рекувранс (фр. Église Notre-Dame-de-Recouvrance) изграђена између 1513. и 1529.
- Хотел Гросло изграђен од 1550. до 1555.
- Трг Матруа, представља симболичко срце града, где се налази монументална статуа Јованке Орлеанке на коњу.

## Индустрија
- фармацеутска индустрија. Око 70% фармацеутске производње Француске долази из Орлеана.
- козметичка индустрија са производњом парфема. Само Диор запошљава око 1500 људи у Орлеану.
- информатика, електроника и инструменти
- транспорт и логистика

## Партнерски градови
- Лугош
- Краков
- Данди
- Тревизо
- Кристијансанд
- Вичита
- Тарагона
- Уцуномија
- Параку
- Минстер, Saint-Flour

## Галерија
- Катедрала Свето Срце
- Хотел Гросло
- Поглед на Орлеан са Лоаре
- Звоник цркве светог Павла